# Sebastianópolis do Sul
Sebastianópolis do Sul es un municipio brasileño del estado de São Paulo. La ciudad tiene una población de 3.031 habitantes (IBGE/2010). Sebastianópolis do Sul pertenece a la Microrregión de Nhandeara.

## Geografía
Se localiza a una latitud 20º39'18" sur y a una longitud 49º55'16" oeste, estando a una altitud de 468 metros.
Posee un área de 162.9 km².

### Demografía
Datos del Censo - 2010
Población total: 3.031
- Urbana: 2.347
- Rural: 684
- Hombres: 1.525[6]
- Mujeres: 1.506

Densidad demográfica (hab./km²): 18,61

### Carreteras
- SP-310

## Administración
- Prefecto: José Antonio Abreu del Valle (2005/2008)
- Viceprefecto:
- Presidente de la cámara: (2007/2008)